# مارك درابر
مارك درابر (بالإنجليزية: Mark Draper)‏ (11 نوفمبر 1970 في المملكة المتحدة - ) هو لاعب كرة قدم بريطاني في مركز الوسط. شارك مع منتخب إنجلترا تحت 21 سنة لكرة القدم. أما مع النوادي، فقد لعب مع أستون فيلا ورايو فايكانو وليستر سيتي ونادي ساوثهامبتون ونوتس كاونتي وDunkirk F.C. ‏.

## وصلات خارجية
- مارك درابر على موقع الاتحاد الدولي (مؤرشف)  (الإنجليزية)
- مارك درابر على موقع قاعدة بيانات كرة القدم.إي يو (الإنجليزية)
- مارك درابر على موقع Soccerbase.com (لاعب) (الإنجليزية)
- مارك درابر على موقع عالم كرة القدم.نت (الإنجليزية)